# Charly (Metrópoli de Lyon)
 Charly  es una comuna francesa situada en la Metrópoli de Lyon, de la región de Auvernia-Ródano-Alpes. Pertenece a la aglomeración urbana de Lyon.

## Demografía
| 1 434 | 1 648 | 2 392 | 2 864 | 3 233 | 3 874 | 4 006 | 4 470 | 4 541 |
| Para los censos de 1962 a 1999 la población legal corresponde a la población sin duplicidades (Fuente: INSEE [Consultar]) |       |       |       |       |       |       |       |       |